# Elimais
Elimais o elimiots (grec: Ἐλιμιῶται) eren els habitants de la província d'Elimaida al sud-oest de Pèrsia. No constituïen un grup etnic, ja que la província era poblada per no menys de tres pobles, els cosseis (llatí cossaei), els paretaces (llatí paraetacae) i els uxis (llatí uxii), per la qual cosa cal veure'l més com un gentilici.
No obstant un poble esmentat com elimais apareix a Ptolemeu com habitants del districte d'Elymais, província de Coromitrene al nord de Mèdia. El districte que habitaven porta el nom d'Elimais o, en llatí, Elymais.